# Shingo Nakamura
Shingo Nakamura（なかむら しんご、1986年2月13日 - ）は、日本の作曲家、DJ。茨城県出身。

## 経歴
1986年、茨城県水戸市に生まれる。2004年に音楽活動を開始。
2008年、日本のレーベル「Sevensenses Recordings」からデビュー。2009年にロシアのレーベル「Silk Music」と契約。楽曲リリースの他にYouTube上でDJ配信を行っており、合計で1000万回以上の再生を記録している。
2021年6月11日、Monstercatの子レーベル「Monstercat Silk」からアルバム「Glow」をリリース。

## 主な楽曲

### アルバム
- Sapporo（2011年、Silk Music）
- Days（2014年、Otographic Music）
- Glow（2021年、Monstercat Silk）

### アーティスト
- FUNKY MONKEY BΛBY'S
  - 『ファンキーモンキーベイビーズ4』収録楽曲「空」（2011年、作曲・編曲）
  - 『ファンキーモンキーベイビーズ5』収録楽曲「夢で逢えたら ～I'm feelin' you～」（2012年、作曲・編曲）